# Starszy strażak
 Starszy strażak (st. str.) – najwyższy stopień korpusu szeregowych w Państwowej Straży Pożarnej oraz drugi stopień funkcyjny Ochotniczej Straży Pożarnej. Niższym stopniem jest strażak, a wyższym sekcyjny. Odpowiednik stopnia starszego szeregowego w Wojsku Polskim, Straży Granicznej, Służbie Więziennej, Biurze Ochrony Rządu oraz w Agencji Bezpieczeństwa Wewnętrznego. Odpowiednikiem tego stopnia w policji jest Starszy posterunkowy Policji.

naramiennik stopnia starszego strażaka PSP
dystynkcja stopnia starszego strażaka OSP